# حساس الأكسجين

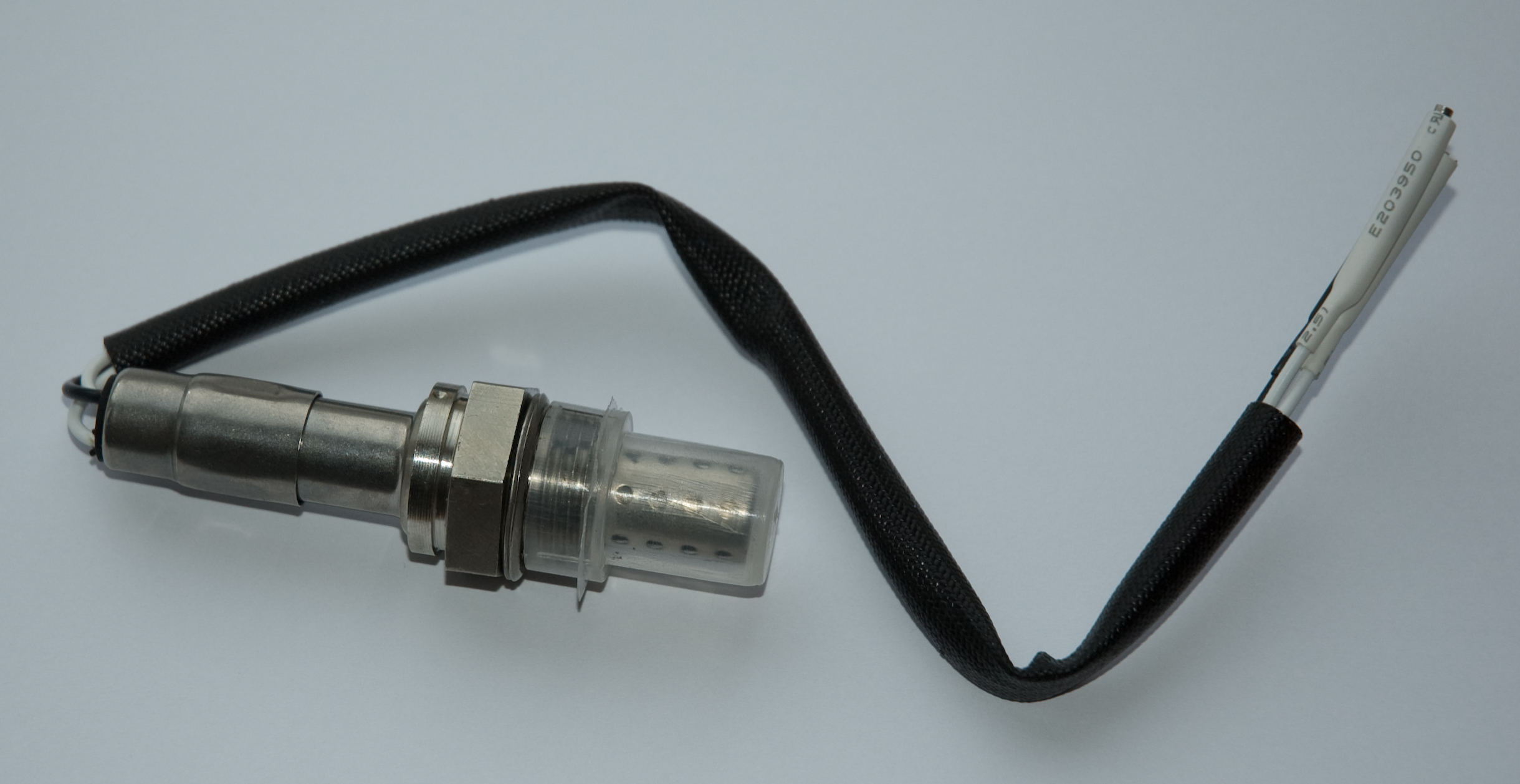
حساس الأكسجين

حساس الأكسجين Oxygen Sensors عبارة عن جهاز إلكتروني يقوم بقياس نسبة غاز الأكسجين في الغاز أو السائل المراد تحليله.
من التطبيقات المستخدمة لحساس الأكسجين هو استعماله كمستشعر يتم وضعه في عادم السيارات ويتم توصيله بكمبيوتر المركبة لكي يحسب كمية الأكسجين الموجودة في غازات العادم وارسالها إلى الكمبيوتر لكي يتم حساب كمية الاحتراق.
في غرف الاحتراق وعلى ضوء ذلك يتم تعديل معدل ونسبه الهواء والبترول بعد إشارات المستشعر لضمان احتراق كامل لهذا الخليط داخل غرف الاحتراق في المحرك، ومن فوائده أنه يقلل من استهلاك الوقود.
وفي حاله ضعف الحساس تنتج له مضار كثيره منها انفجارات بالعادم لعدم وزن الهواء والوقود بالشكل الصحيح وخلل بالنظام الكهربائي
حرارة الحساس ان تكون بين (617 F الي 662 F) فهرنهايت لاصدار الإشارة الفولتيه المناسبة وقد تزود هذة الحساسات بسخان كهربائي مبني في جسم الحساس وهذا في الحساسسات ذات التوصيلة الرباعية فعند استبدال الحساس يراعى هذا الأمر حتى لا تزيد درجة الحرارة وتتسبب في قراءة غير صحيحة